# Herbert Light Car
Die Herbert Light Car Co. war ein britischer Automobilhersteller, der 1916–1917 in London ansässig war.
Gebaut wurde ein Leichtfahrzeug, das von einem Vierzylinder-Reihenmotor von Stirling angetrieben wurde.

## Quelle
- David Culshaw & Peter Horrobin: The Complete Catalogue of British Cars 1895–1975. Veloce Publishing plc. Dorchester (1997), ISBN 1-874105-93-6